# Estadi Maracaná (Panamà)
L'Estadi Maracaná és un estadi de futbol de la ciutat de Ciutat de Panamà, Panamà. Va ser inaugurat l'abril de 2014 i té una capacitat per a 5.500 espectadors. És la seu dels equips Chorrillo FC i Club Deportivo Plaza Amador. Duu el nom del llegendari Estadi Maracanã de Rio de Janeiro, Brasil.

## Referències

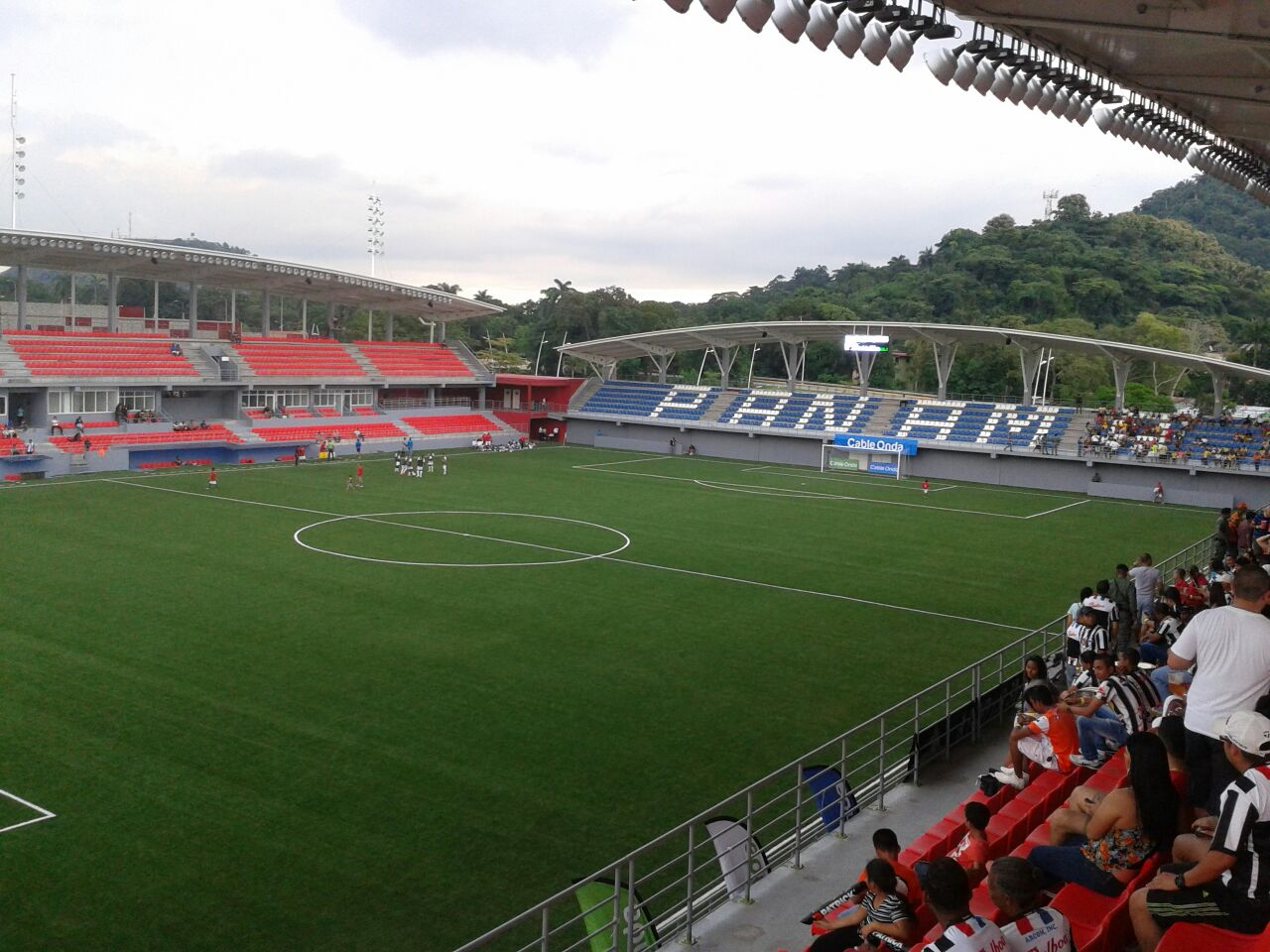
Interior de l'estadi.